# Jacques Brel in Me
Jacques Brel in me è un album di Rossana Casale, pubblicato nel 1999.
Le musiche sono di Jacques Brel.

## Tracce
1. Non so perché
2. Vesoul
3. Se c'è solo l'amore
4. Tango funebre
5. La canzone dei vecchi amanti
6. I cuori teneri
7. La mia infanzia
8. Zangra
9. Isabelle
10. Le fiamminghe
11. Non andare via
12. La città dormiva

## Formazione
- Rossana Casale – voce
- Luigi Bonafede – batteria
- Luciano Milanese – contrabbasso